# 535 (numero)
Cinquecentotrentacinque (535) è il numero naturale dopo il 534 e prima del 536.

## Proprietà matematiche
- È un numero dispari.
- È un numero composto con 4 divisori: 1, 5, 107 e 535. Poiché la somma dei suoi divisori (escluso il numero stesso) è 112 < 535, è un numero difettivo.
- È un numero semiprimo.
- È un numero di Smith nel sistema numerico decimale.
- È un numero palindromo e un numero ondulante nel sistema numerico decimale.
- È un numero nontotiente in quanto dispari e diverso da 1.
- È il 5° numero 55-gonale.
- È un numero fortunato.
- È un numero congruente.
- È un numero odioso.
- È un numero intero privo di quadrati.
- È parte delle terne pitagoriche (321, 428, 535), (535, 1284, 1391), (535, 5712, 5737), (535, 28620, 28625), (535, 143112, 143113).

## Astronomia
- 535 Montague è un asteroide della fascia principale del sistema solare.
- NGC 535 è una galassia lenticolare della costellazione della Balena.

## Astronautica
- Cosmos 535 è un satellite artificiale russo.